# The sessions V
The sessions V is een livealbum van Tangerine Dream. Voor wat betreft titel is het de opvolger van The sessions I, The sessions II, The sessions III en The sessions IV. Opnamen voor dit deel vijf vonden plaats tijdens een concert in Amsterdam (Dekmantel Festival, Muziekgebouw aan ’t IJ, 1 augustus 2018; track 1) en in de repeteerruimte van de band in Berlijn (Betonwerk, 14 en 17 november 2018, tracks 2-4). Ook dit album is opgedragen aan Edgar Froese, langdurig leider van Tangerine Dream. Het album werd uitgebracht in november 2019, nadat er voor cd nr. 1 een nieuwe persing moest worden gefabriceerd; de eerste vertoonde storingen. De juist cd werd op de geplastificeerde hoes van de al klaar liggende uitgave geplakt, met de opdracht aan klanten om de schijfjes te verwisselen.

## Musici
- Thorsten Quaeschning – synthesizers, piano, sequencer
- Ulrich Schnauss – synthesizers, sequencer
- Hoshiko Yamane – elektrische viool, altviool

## Muziek
| Nr. | Titel                                       | Duur  |
| --- | ------------------------------------------- | ----- |
| 1.  | 9.12pm session - IJ                         | 33:26 |
| 2.  | 2.28pm session - Grunenau on the other side | 43:46 |

| Nr. | Titel                                    | Duur  |
| --- | ---------------------------------------- | ----- |
| 1.  | 11:15am session – Regattastrecke (audio) | 20:49 |
| 2.  | 11:15am session – Regattastrecke (video) | 21:52 |